# Calligrammitis
Calligrammitis, novi rod pravih paprati (papratnice) iz potporodice Grammitidoideae,. dio porodice Polypodiaceae, red Polypodiales. Kew ovaj rod tretira kao sinonim za Grammitis.
Postoje dvije vrste u Aziji (Tajvan, Šri Lanka, Malezija). Rod je opisan u Phytotaxa 597(1): 30 (2023). 

## Vrste
1. Calligrammitis beddomeana (Alderw.) Parris, Sundue, Li Bing Zhang, X.M.Zhou & Ralf Knapp
2. Calligrammitis havilandii (Baker) Parris, Sundue, Li Bing Zhang, X.M.Zhou & Ralf Knapp

## Sinonimi
Nema.